# Comuna Velîka Șkarivka, Șepetivka
Velîka Șkarivka (în ucraineană Велика Шкарівка) este o comună în raionul Șepetivka, regiunea Hmelnîțkîi, Ucraina, formată din satele Kurhanivka, Onîșkivți și Velîka Șkarivka (reședința).

## Demografie
Componența lingvistică a comunei Velîka Șkarivka
     Ucraineană (98,37%)
     Rusă (1,24%)
     Alte limbi (0,15%)
Conform recensământului din 2001, majoritatea populației comunei Velîka Șkarivka era vorbitoare de ucraineană (98,37%), existând în minoritate și vorbitori de rusă (1,24%).